# Player versus player
Player versus player (PvP, pol. gracz kontra gracz) – rodzaj interakcji w grach komputerowych pozwalającej na rywalizację pomiędzy dwoma lub wieloma graczami. PvP niekoniecznie polega na zabiciu postaci innego gracza.
Przeciwieństwem systemu PvP jest player versus environment, w którym gracz walczy z postaciami sterowanymi przez komputer.

## Gankowanie
Gankowanie (z ang. ganking, skrót od gang kill) odnosi się do sytuacji, gdy grupa dwóch lub więcej osób zabija postać innego gracza, posiadając nad nią zdecydowaną przewagę. Specyficzna forma gankowania pod nazwą „corpse camping” polega na tym, że grupa graczy po zabiciu przeciwnika przesiaduje nad jego zwłokami, uniemożliwiając mu ucieczkę po „odrodzeniu” i ponownie go likwidując. Określenie zostało spopularyzowane przez grę Ultima Online.